# Alceo Thrasyvoulou
Alceo Thrasyvoulou (Montevidéu, 1974) é um roteirista de quadrinhos uruguaio. Começou sua carreira em 1998, quando escreveu o roteiro da tira cômica Dula em um suplemento do jornal La República. Foi responsável pelos roteiros das tiras Vladimir e Master Hamster, além de animações como La Mano que Mira e Jeff Porcaro. Em 2008 e 2009, editou o suplemento de quadrinhos Freedonia no website uruguaio Freeway, além de ter escrito roteiros para artistas como Richard Ortiz, Renzo Vayra, Federico Murro, Daniel Pereyra y Diego García. Em 2010, começou a publicar a tira El Viejo (com desenhos de Matías Bergara), que foi lançada como livro em 2013, tendo ganho o 26º Troféu HQ Mix (prêmio brasileiro de quadrinhos) na categoria "destaque latino-americano".